# Federico Guglielmi
Federico Guglielmi (Roma, 18 aprile 1960) è un giornalista, critico musicale, produttore discografico e conduttore radiofonico italiano.

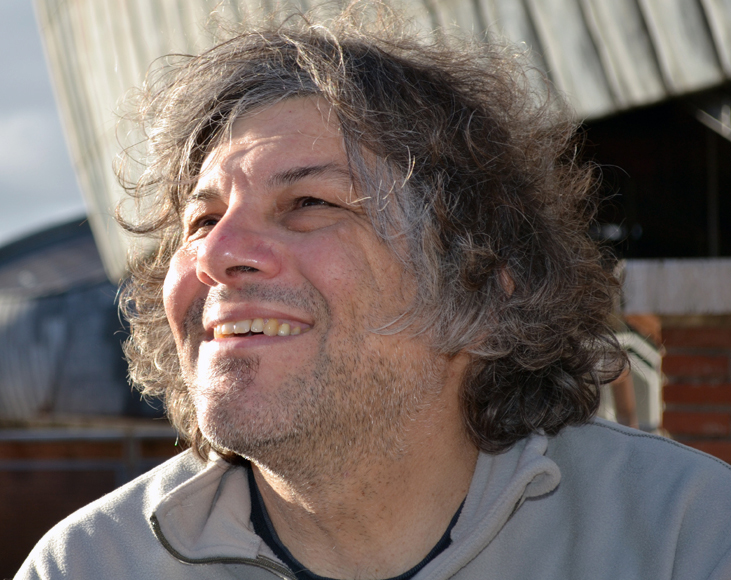
Federico Guglielmi nel 2017

Il suo nome è associato principalmente alla rivista Il Mucchio Selvaggio, dove ha lavorato per venticinque anni, ma ha anche fondato e diretto il mensile Velvet. Percorsi di altro rock, cinema e cultura e il trimestrale Mucchio Extra, oltre a collaborare con molti altri periodici italiani e a condurre numerose trasmissioni radiofoniche della RAI. Ha avuto un ruolo significativo per la diffusione in italia di generi musicali quali punk, new wave e rock neo-Sixties, distinguendosi anche per il suo costante impegno giornalistico a favore del rock italiano alternativo/indipendente.
Negli anni ottanta si è inoltre occupato di produzioni artistiche di gruppi italiani e della direzione dell'etichetta indipendente High Rise.

## Biografia
Dal 1977 ha lavorato come conduttore/autore in alcune radio private romane (Radio Five, Onda Radio, K55, Punto Radio) per poi approdare nel 1981 alla RAI, con la quale ha collabora con continuità fino al 2018. Per le reti o i canali di quest'ultima ha condotto/curato e talvolta ideato trasmissioni radiofoniche come Master (prima metà anni '80), Stereodrome (1986-1989), Jimi & Johnny, varie edizioni di Stereonotte (dal 1997 al 2010), Wikiradio, La notte degli indipendenti (2014), Giovedì? Vinile! (2015), Il mio canto libero (2016), Pop Corn (2016-2018).
Sulla carta stampata ha invece operato come giornalista musicale soprattutto sulle pagine de Il Mucchio Selvaggio, sia nella fase mensile, sia in quella settimanale. Vi è entrato da collaboratore esterno nel luglio 1979, svolgendo un ruolo fondamentale nell'ampliamento degli orizzonti della rivista, per lasciarlo da caporedattore nel dicembre 1987. Vi è poi tornato nell'aprile 1996 (dove fino al 1998 si è firmato anche con lo pseudonimo Gianluca Picardi), rimanendovi fino alle sue dimissioni da caposervizio del settore musica nell'aprile 2013. In questi anni con la rivista, oltre a occuparsi di rock internazionale sia nuovo che classico, ha ideato e curato spazi specifici dedicati al rock italiano come "Targato Italia" (1980-1987) e soprattutto "Fuori dal Mucchio" (dal 1996 al 2013), cui è stato collegato per quindici anni l'omonimo Premio riservato al miglior album d'esordio dell'anno, in collaborazione con il Meeting delle Etichette Indipendenti. Ha inoltre curato assieme a John Vignola il progetto dell'"Annuario del Mucchio" (2006-2009) e da solo gli "Speciale Mucchio" dedicati a Bruce Springsteen e U2 e la collana di libri "Rock Italiano - I grandi album". Nel 2001 ha inoltre ideato il trimestrale (dal 2010 semestrale) di approfondimento musicale Mucchio Extra, del quale è stato direttore fino al n.39 dell'Inverno 2013.
Al di fuori de Il Mucchio Selvaggio, ha collaborato con Suono, Rockstar, Rockerilla, Ciao 2001, Fare Musica, Rumore, Audio Review, Bassa Fedeltà, Billboard Italia,Vinile e altre riviste specializzate. Inoltre, occasionalmente ha firmato articoli per i quotidiani L'Unità, Il Resto del Carlino e La Nazione.
Nel 1988 ha fondato assieme a Eddy Cilìa e Maurizio Bianchini il mensile Velvet. Percorsi di altro rock, cinema e cultura, che ha diretto fino alla fine del 1990.
A partire dal 1991 ha pubblicato numerosi libri, tra i quali vari saggi sul punk, alcune guide ai dischi fondamentali del rock, le biografie ufficiali di Litfiba e Carmen Consoli e quelle autorizzate di Manuel Agnelli e Baustelle.

Attualmente scrive su Audio Review (del quale è dal 1999 responsabile delle pagine dedicate alla musica), Blow Up e Classic Rock.
Sul web, dal gennaio 2013 gestisce un blog personale su Wordpress, "L'ultima Thule", che nel 2014 e nel 2017 è stato premiato con la Targa Mei Musicletter quale miglior blog personale italiano di informazione musicale, assegnato nell'ambito del Meeting delle Etichette Indipendenti, e dal luglio 2013 all'aprile 2017 ha curato per fanpage.it la rubrica settimanale di rock italiano "La Torre di Babele".

Dal 2003 presiede la giuria che ogni anno assegna i PIMI, i premi ufficiali della musica indipendente italiana. 

Negli anni novanta si è inoltre occupato di fumetti, scrivendo articoli e gestendo rubriche per riviste della Star Comics, della Magic Press e della Marvel Italia.

Ha poi curato raccolte discografiche "a tema" di rock italiano e varie ristampe - o album con incisioni inedite - di artisti sempre italiani, redigendone le note di presentazione (tra questi: Carmen Consoli, Baustelle, Not Moving, Boohoos, Steeplejack, Allison Run, Magic Potion).
Nel 2020, in occasione del suo sessantesimo compleanno, ha esordito come cantante con lo pseudonimo Freddie Williams, pubblicando per la Area Pirata il 7"EP You Said I'd Never Make It nel quale è accompagnato dalla band romana Plutonium Baby. Nel disco, quattro cover di punk californiano degli anni '70.

## Opere

### Volumi
- Cure. Arcana, 1991.
- Enciclopedia del rock italiano. Arcana, 1993; con Cesare Rizzi e Giordano Casiraghi.
- Punk. Apache, 1994.
- New Wave. Apache, 1995; con Eddy Cilìa.
- Punk: Piccola enciclopedia. Giunti, 1997.
- Fuori dal Mucchio. Ultrasuoni, 1999.
- Punk & Hardcore, collana "Atlanti musicali". Giunti, 1999.
- A denti stretti - La vera storia dei Litfiba. Giunti, 2000.
- Enciclopedia della musica rock Vol. 3 / Anni '80. Giunti, 2000 a cura di, con Cesare Rizzi.
- Carmen Consoli - Quello che sento. Giunti, 2001.
- Grande Enciclopedia del Rock. Giunti, 2002; a cura di, con Cesare Rizzi.
- Rock: 500 dischi fondamentali. Giunti, 2002; a cura di, con Eddy Cilìa.
- Smells Like Teen Spirit - La rivoluzione dei Nirvana. Elleu, 2005; con Elena Raugei.
- Carmen Consoli - Quello che sento. Giunti, 2006; edizione aggiornata.
- Voci d'autore. Arcana, 2006.
- Punk!. Giunti, 2007.
- Hai paura del buio? - Afterhours, collana "Rock italiano: i grandi album". Stemax, 2009; con Elena Raugei.
- Punk, collana "Atlanti musicali". Giunti, 2009.
- Hardcore, collana "Atlanti musicali". Giunti, 2009.
- Siberia - Diaframma, collana "Rock italiano: i grandi album". Stemax, 2010.
- Fuori dal coro - La vera storia dei Litfiba. Arcana, 2012.
- Rock: 1000 dischi fondamentali. Giunti, 2012; a cura di, con Eddy Cilìa.
- Noi conquisteremo la luna - Scritti sulla new wave italiana, 1980-1985. Rave Up Books, 2013.
- Manuel Agnelli - Senza appartenere a niente mai. Vololibero, 2015.
- L'amore e la violenza / Una storia dei Baustelle. Giunti, 2017.
- Siberia - Storia illustrata del capolavoro dei Diaframma. Hellnation/Red Star Press, 2019.
- Roma brucia - Quarant'anni di musica capitale. Goodfellas, 2019.
- Rock: 1000 dischi fondamentali più cento dischi di culto. Giunti, 2019; a cura di, con Eddy Cilìa.
- No Control - Storie di hardcore punk californiano 1980-2000. Tsunami, 2020.
- Iggy Pop - L'indomito. Tuttle, 2020.
- Cure - Tutti gli album. Il Castello, 2022; a cura di, due articoli.
- Be My Guru - I magnifici anni '80 del rock australiano e neozelandese. Crac Edizioni, 2022.
- Pank! - Poster e disegni di Cristiano Rea, 1977-2022. Goodfellas, 2022; a cura di, un articolo.

### Contributi bibliografici
- David Byrne. Arcana, 1987 (discografia).
- Il libro del diavolo. Dedalo, 1987 (un articolo).
- La grande enciclopedia di Rockstar Vol.1/2. Actual Media, 1988 (schede).
- Enciclopedia della musica rock Vol. 2 / Anni '70. Giunti, 1998 (schede).
- Franco Battiato - Nuove Effemeridi n.47. Guida, 1999 (un articolo).
- L'Uomo Ragno - Index Enciclopedico. Lo Scarabocchio, 2000 (due articoli).
- New Wave, collana "Atlanti musicali". Giunti, 2001 (supervisione).
- Ramones - La biografia ufficiale. Arcana, 2007 (un articolo).
- Indypendenti d'Italia. Zona, 2007 (a cura di, con Enrico De Angelis e Giordano Sangiorgi).
- British Renaissance - Gioventù, amore e rabbia nel cinema inglese degli anni Ottanta. Il Castoro, 2008 (un articolo).
- 1967 - Intorno al Sgt Pepper. Giunti, 2014 (due articoli).
- I MEI vent'anni - Il Meeting delle Etichette Indipendenti. VoloLibero, 2015 (due articoli).
- La morte mi fa ridere, la vita no. Maledetti e dimenticati della canzone italiana. Arcana, 2020, un articolo.
- David Bowie - Tutti gli album. Il Castello, 2021 (cinque articoli).

## Produzioni discografiche
- 1983 - Shotgun Solution - Shotgun EP (High Rise; 7"EP) (produzione artistica ed esecutiva)
- 1985 - Technicolour Dream - Pretty Tomorrow (High Rise; LP) (produzione artistica ed esecutiva)
- 1985 - Not Moving - Black'n'Wild (Spittle; 12"EP) (produzione artistica)
- 1986 - Joe Perrino & The Mellowtones - Love The Colours (High Rise; 7") (produzione artistica ed esecutiva)
- 1986 - Gang - Against the Dollar-Power (High Rise; 7") (produzione artistica ed esecutiva)
- 1986 - Not Moving - Sinnermen (Spittle; LP) (produzione artistica)
- 1987 - Magic Potion - I Live With the Monks (High Rise; 7") (produzione artistica ed esecutiva)
- 1987 - Pale Dawn - Before the Faint (High Rise; 7") (produzione artistica ed esecutiva)
- 1987 - Rats - L'ultimo guerriero (Hiara; mini-LP) (produzione artistica)
- 1987 - Garcon Fatal - Fox on the Run (High Rise; 7") (produzione artistica ed esecutiva)
- 1988 - Magic Potion - Four Wizards in Your Tea (High Rise; LP) (produzione artistica ed esecutiva)
- 1988 - Fasten Belt - No Escape from Acid Hysteria (High Rise; LP) (produzione artistica ed esecutiva)
- 1988 - Sick Rose - Double Shot (Electric Eye; 2x7") (produzione artistica)
- 1989 - Fasten Belt - Your Tears (High Rise; 7") (produzione artistica ed esecutiva)
- 1989 - Blackboard Jungle - Silver Drops on Jesus' Skull (High Rise; mini-LP) (produzione artistica ed esecutiva)
- 1990 - Birdy Hop - Welcome to the Insanity Ride (High Rise; mini-LP) (produzione artistica ed esecutiva)
- 1990 - Magic Potion - Misplaced in Your Perfect World (High Rise; LP) (produzione artistica ed esecutiva)
- 1990 - The A Number Two - It Rains Again on the Rising Sun (High Rise; mini-LP) (produzione artistica ed esecutiva)
- 1990 - The Flies - On the Other Side of the Tracks (High Rise; mini-LP) (produzione artistica ed esecutiva)
- 1990 - Fasten Belt - My Blood, My Sin... My Madness (High Rise; LP) (produzione artistica ed esecutiva)
- 1995 - Fasten Belt - Vivi il tuo tempo (Rca Bmg; CD) (produzione artistica)
- 2009 - The Strange Flowers - Vagina Mother (Go Down; CD) (produzione artistica)
- 2020 - Freddie Williams And Plutonium Baby - You Said I'd Never Make It (Area Pirata, 7"EP) (produzione artistica)

### Dischi antologici
- 1989 Crazy Nouveaux - 28 Assorted Tales Of Ordinary Rock'n'roll Madness. Rca Bmg, 2LP/CD (selezione e note)
- 1997 Fuori dal Mucchio Vol.1 - Rock d'autore. Larione 10, CD (selezione e note)
- 2000 Fuori dal Mucchio Vol.2 - Combat Folk. Larione 10, CD (selezione e note)
- 2003 Non più i cadaveri dei soldati - Un omaggio a Fabrizio De André. Allegato al n.10 della rivista Mucchio Extra, CD (supervisione)
- 2004 Un'attrazione un po' incosciente - Un omaggio a Giorgio Gaber. Allegato al n.14 della rivista Mucchio Extra, CD (supervisione)
- 2005 Respiriamo liberi - Un omaggio a Lucio Battisti. Allegato al n.18 della rivista Mucchio Extra, CD (supervisione)
- 2007 Con quali occhi - Un omaggio a Francesco De Gregori. Allegato al n.24 della rivista Mucchio Extra, CD (supervisione)
- 2008 Deviazioni - Un omaggio a Vasco Rossi. Allegato al n.29 della rivista Mucchio Extra, CD (supervisione)
- 2009 Tracce magnetiche. Spittle, CD allegato al DVD Crollo nervoso (selezione e note)
- 2010 L'Anthologia - Punk e post-punk 1977-1980. Cramps, CD (selezione e note)
- 2013 Noi conquisteremo la luna. Spittle, CD allegato al libro omonimo (selezione e note).
- 2014 MEI - Un viaggio nel miglior rock indipendente italiano, 1994-2014. Sony, 2CD (selezione e note)